# 桐野秋豊
桐野 秋豊（きりの しゅうほう、1927年（昭和2年） - 2015年5月19日）は、園芸家。2007年より日本ツバキ協会会長に就任。富山県婦負郡八尾町（現・富山市）出身。

## 略歴
- 1948年（昭和23年）、富山県内の国公立の小・中学校で理科担当教師として勤務。
  - 請われ東京安達椿研究所主任研究員に。
- 1971年（昭和46年）、こどもの国協会「ツバキの森」担当主任。
- 1994年（平成6年）、園芸文化協会より「園芸文化賞」授与。
- 自宅で日本、中国、ベトナムなどの原種や園芸種のツバキを育種、栽培。
- 2015年、八王子市にて87歳で死去[1]。